# Arnaldo Mauri
Arnaldo Mauri, (n. 18 decembrie 1932, Milano, Regatul Italiei – d. 21 noiembrie 2016, Milano, Italia) a fost un academician (membru titular al Academiei Lombarde din 2001), profesor universitar și economist italian. Este președinte in Consiliul de supraveghere la Banca Mediolanum. A fost membru în Consiliul de supraveghere la Cassa di Risparmio delle Provincie Lombarde (azi Intesa Sanpaolo) in perioada 1963-1991. El a fost membru in Consiliul de supraveghere la Banca Centrala a Italiei, Banca d'Italia, in perioada 1987-1998, și Decan al Facultății de Științe Politice, Universitatea din Milano. A fost Fondator și director al revistei Savings and Development. Este membru în Colectivul de referenți științifici la Analele Universității Spiru Haret, Seria Economie, International Journal of Education Economics and Development, International Review of Economics, la Acta Universitatis Danubius OEconomica și Annals of the University of Petrosani - Economics..

## Lucrări publicate
- La struttura del Sistema della Riserva Federale degli Stati  Uniti d'America, Giuffrè, Milano, 1960.
- Electric Development in Italy and Nuclear Power Utilization (A.Mauri și L.Selmi), Robert McKinney, Report to the Joint Committee on Atomic Energy, Congress of the United States, Washington D.C., 1960.
- Le riserve obbligatorie di liquidità nel sistema bancario statunitense, Giuffrè,  Milano, 1962.
- Il mercato del credito in Etiopia, Giuffrè, Milano, 1967.
- A Policy to Mobilize Rural Savings in Developing Countries, J.D. Von Pischke, D.W.Adams și G.Donald (eds.), Rural Financial Markets in Developing Countries, ISBN 0-8018-3074-5,  The Johns Hopkins University Press, Baltimore, 1983.
- The Mobilization of Household Savings, a Tool for Development, 2nd ed., Milano, 1983.
- Politiques d'épargne et la variation du taux de change dans le cadre d'un programme de stabilisation d'un pays en développement importateur de pétrol, (A. Mauri și O. Garavello), D. Kessler, P.-A. Ulmmo (eds.), Epargne et développement, Economica, Paris, 1985, ISBN 2-7178-0855-8.
- Problematiche finanziarie dello sviluppo rurale, ISBN 88-14-02061-2, Giuffrè, Milano, 1989.
- The Role of Innovatory Financial Technologies in Promoting Rural Development in LDCs, A Agnati, D.Cantarelli și A.Montesano (eds.), Essays in Memory of Tullio Bagiotti, ISBN 88-13-16089-5, CEDAM,  Padova, 1988.
- Economia sommersa, finanza informale e microcredito, A.Mauri și C.Conti (eds), Finanza informale, finanza etica e finanza internazionale nelle piccole e medie imprese, ISBN 88-14-08466-1, Giuffrè, Milano, 2000.
- "Der Einfluss grosser Industrieunternehmen auf die mittleren und kleinen Zuliefererbetriebe", Internationales Geverbearchiv, ISSN 0020-9481, n. 2, 1960.
- "La genesi della banca centrale in Kenia, Tanzania e Uganda", Il Risparmio, Vol. XVIII, n. 1, 1970.
- "Economic Briefs: France, Germany, Italy, Spain", (A. Mauri. O. Ozaeta, S. Teresi, M.P. Voute), Business Horizons, ISSN 0007-6813, Vol. 21, n. 6, 1978.
- "Le crédit dans la colonie italienne d'Erithrée (1888-1935)", Revue Internationale d'Histoire de la Banque,ISSN 0080-2611, n. 20-21, 1980
- "Der Staat als verbogener Bankier in Italien", Die Industrie, Vol. 20, 1980.
- "The Potential for Savings and Financial Innovation in Africa", Savings and Development, ISSN 0393-4551, Vol. VII, n. 4, 1983.
- "A Note on the Role of LDCs Securities Markets in Savings Mobilization" (A.Mauri și A.Calamanti), The Journal of Development Studies, Vol. V, 1983.
- "La evolucion financiera y la funcion de los bancos centrales en Africa" (A.Mauri și C.Caselli), CEMLA Boletin, Vol. 35, 1985
- "The Early Development of Banking in Ethiopia", International Review of Economics, ISSN 1865-1704, Vol. L, n. 4, 2003.
- "Corporate Financial Risk management and Disclosure post IFRS7" (A.Mauri și C.Conti), JCFAI Journal of Financial Risk Management, ISSN 0972-916X, Vol. V, n. 2, 2008.
- "La fase iniziale di sviluppo del sistema bancario romeno" (A. Mauri și C.G. Baicu), Rendiconti dell'Istituto Lombardo di Scienze e Lettere, ISSN 1124-1667, Vol. 142, 2008.
- "Il sistema bancario romeno fra le due guerre" (A.Mauri și C.G.Baicu), Rivista di Storia Finanziaria, ISSN 1721-6060, n. 22, 2009.
- "The Re-establishment of the National Monetary and Banking System in Ethiopia (1941-1963)", The South African Journal of Economic History, ISSN 1011-3436, Vol. 24, n. 2, 2009.